# Plavi trenutak
Plavi trenutak je strip epizoda Dilana Doga objavljena premijerno u Srbiji u svesci #213. u izdanju Veselog četvrtka. Na kioscima se pojavila 6. juna 2024. Koštala je 450 dinara (3,8 €; 4,1 $). Imala je 94 strane.

## Originalna epizoda
Originalna epizoda pod nazivom Il momento blu objavljena je premijerno u #422. regularne edicije Dilana Doga u Italiji u izdanju Bonelija. Izašla je 20.10.2021. Koštala je 4,9 €. Scenario je napisala Andrea Kavaleto, a nacrtao Kristofer osenti. Naslovnu stranu su nacrtali Đ. i R. Čestaro.

## Prethodna i naredna sveska
Prethodna sveska regularne edicije nosila je naslov Varijabla (#212), a naredna U ratnikovoj sobi (#214).